# مهر أباد (سميرم)
مهر أباد هي قرية في مقاطعة سميرم، إيران. يقدر عدد سكانها بـ 39 نسمة بحسب إحصاء 2016.